# Levene äng
Levene äng är ett naturreservat i Vara kommun i Västergötland. 
Reservatet är skyddat sedan 1973 och är 16 hektar stort. Det är beläget norr om Vara vid Stora Levene och består av slåtteräng och gravfält.
Levene slåtteräng ligger på en moränrygg med gravfält från järnåldern. Där finns ca 105 gravar, både högar och stensättningar. Man kan även se rester av den gamla byn och det fossila landskapet. 
Inom området växer grova ekar, björk och hassel. På de magra markerna växer vitsippa, prästkrage, blåklocka och slåttergubbe.

## Galleri

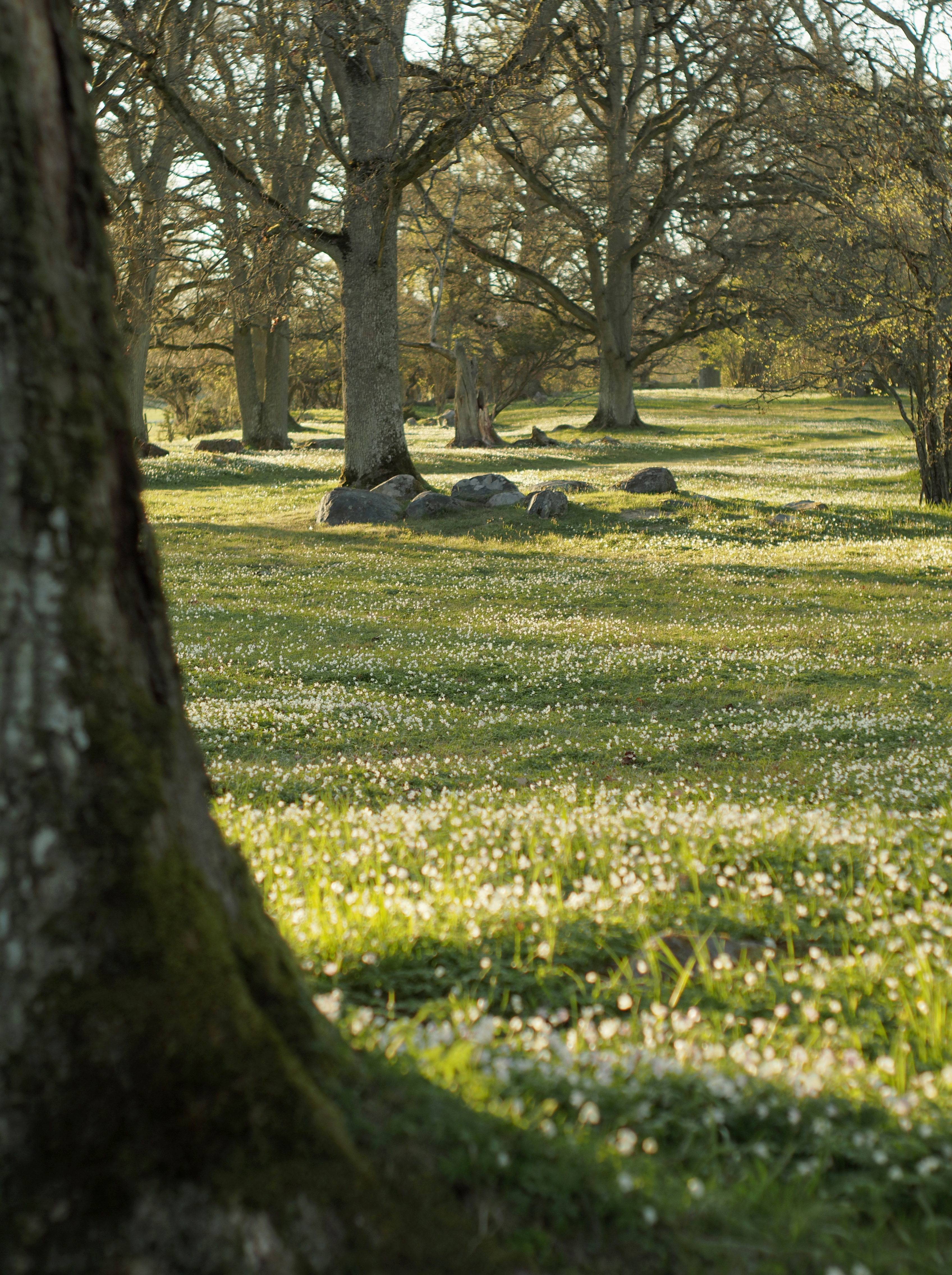
Vitsippor våren 12 maj 2017.
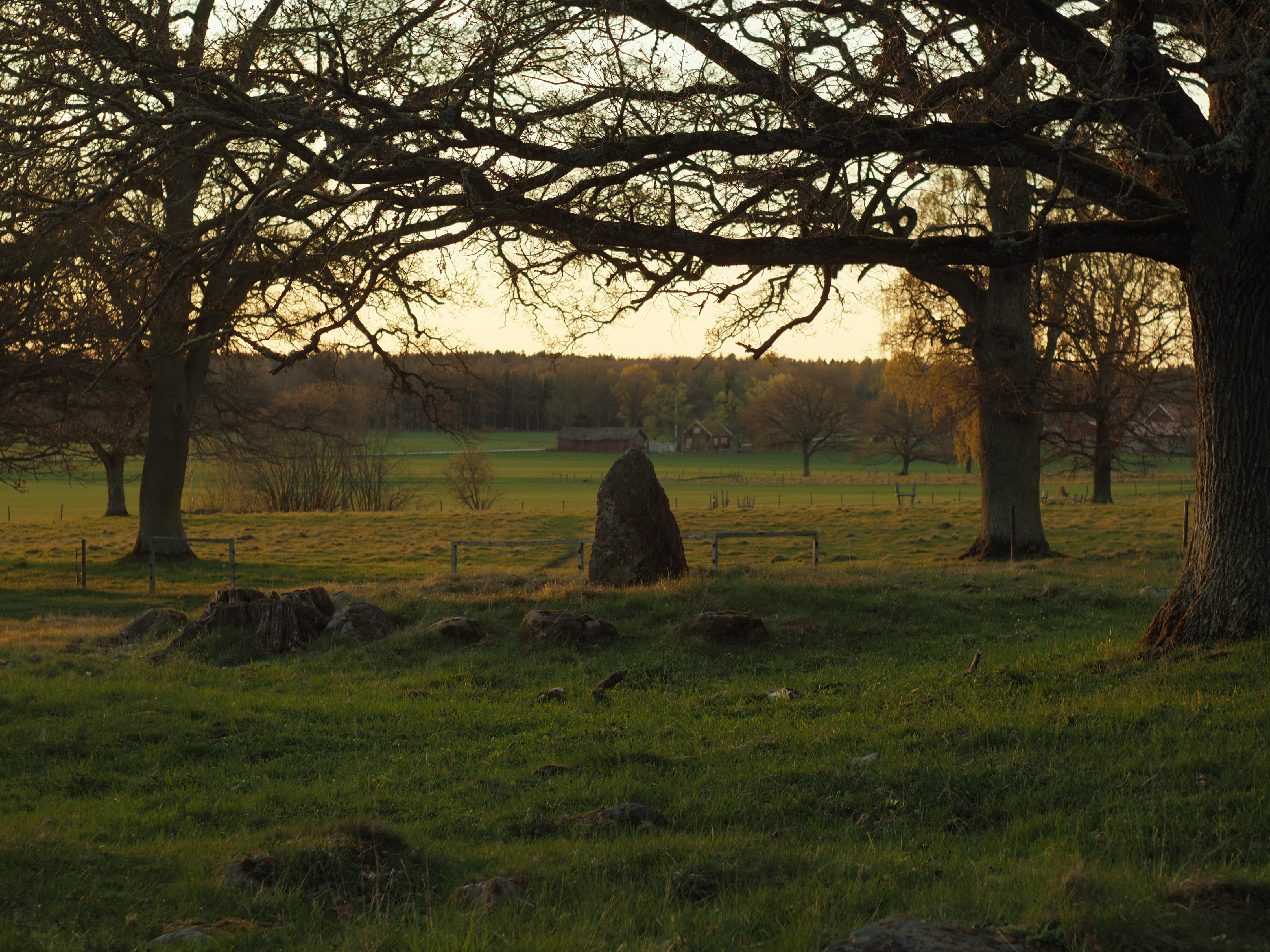
Järnåldersgrav i skymningen 12 maj 2017.
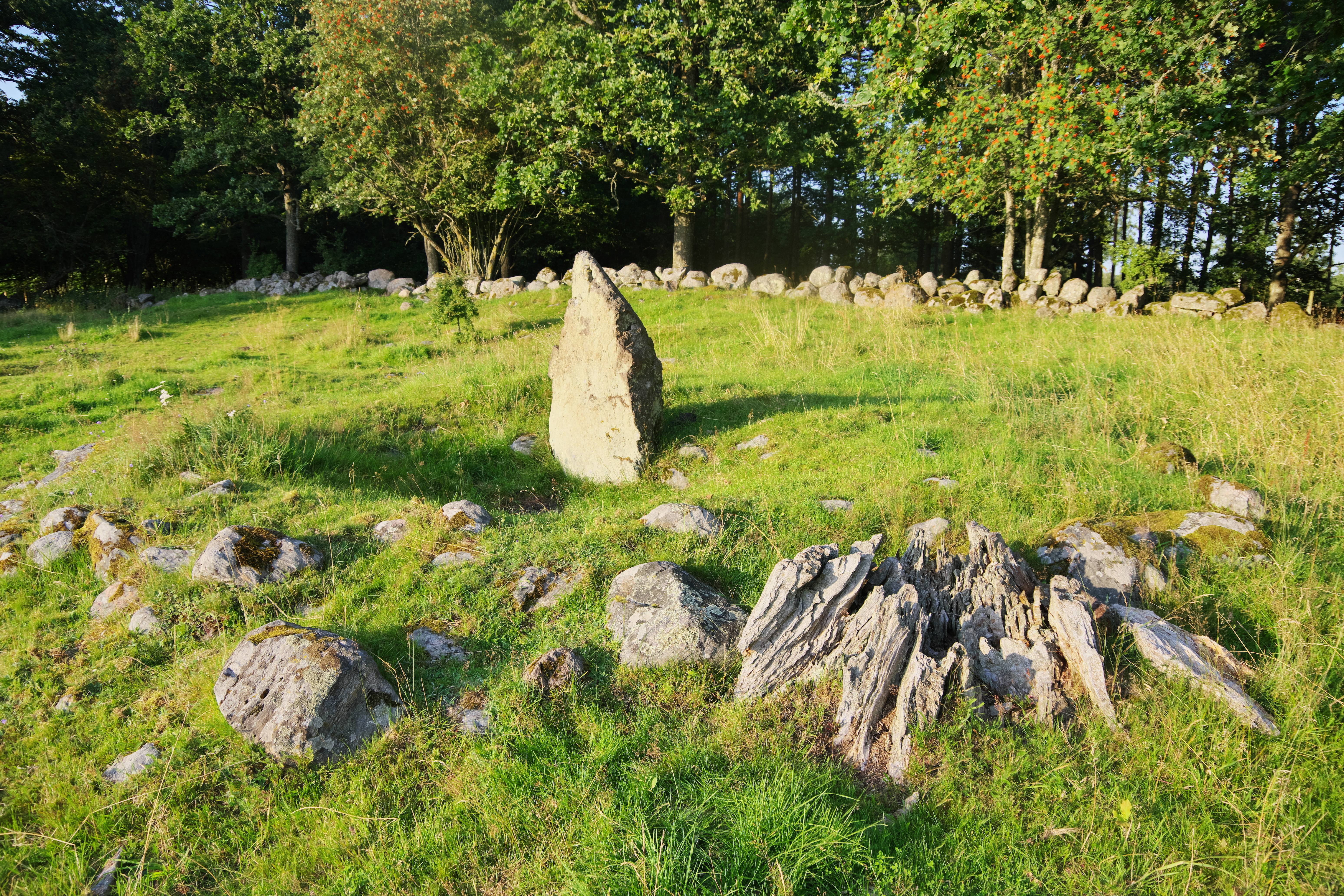
Järnåldersgrav 1 augusti 2024.

Området ingår i EU:s ekologiska nätverk av skyddade områden, Natura 2000. 